# 에치젠 마쓰다이라가
에치젠 마쓰다이라가(越前松平家)는 도쿠가와씨의 분가인 고카몬 중 한 가문이다. 에치젠가(越前家)로도 불린다.
가문의 시조는 도쿠가와 이에야스의 차남 유키 히데야스(아명은 오기마루)이다. 도요토미 히데요시의 양자 시절 히데(秀)라는 이름을 받았으며, 후에 유키씨 당주 유키 하루토모의 양자가 된다. 그때문인지 도쿠가와 종가의 대가 끊겼을 당시 에치젠가는 고산케에 밀려 쇼군 경합에 포함되지도 못했다.
에치젠가의 유명인물로는 후마이류 창시자 후마이 하루사토, 막말 사현후로 유명한 슌가쿠 요시나가 등이 있다.